# Архив и библиотека Мадейры
Региональный архив и публичная библиотека Мадейры (порт. Arquivo Regional e Biblioteca Pública da Madeira, ABM) — государственный архив и общественная библиотека автономного региона Мадейра, расположенные в городе Фуншал; единая организация была создана в феврале 2016 года в результате слияния Регионального архива Мадейры и Региональной публичной библиотеки острова, основанных в 1931 и 1979 годах, соответственно. В сферу ответственности архива отнесена техническая поддержка органов государственного управления, а также — частных лиц и организаций, «владеющих архивным и библиографическим имуществом, представляющим исторический и культурный интерес».

## История и описание
Предшественник всех региональных архивов Мадейры — окружной архив Фуншала — был создан 27 июня 1931 года. Первый директор Жуан Кабрал ду Насименту (João Cabral do Nascimento), совместно с архивистом Альваро Мансо де Соуза (Álvaro Manso de Sousa), основал журнал «Arquivo Histórico da Madeira», ставший информационным органом нового окружного архива. В январе 1932 года архив разместился во дворце «Palácio da Encarnação» на улице Руа-де-Санта-Лузия; в следующем году он был переведен во дворец Сан-Педру (Palácio de São Pedro) на Руа-да-Мурария.
В 1980 году, после введения автономного режима управления для всего региона, управление архивом было передано местным властям — надзор был поручен региональному секретариату по туризму и культуре. 17 сентября 2004 года в столице региона — городе Фуншал — было открыто новое административное здание, в котором разместился как Региональный архив Мадейры, так и Региональная публичная библиотека. Региональный архив и публичная библиотека были объединены 19 февраля 2016 года.